# فیول‌سل انرژی
فیول‌سل انرژی (انگلیسی: FuelCell Energy) شرکت تولید صنعتی آمریکایی است، که در سالز۱۹۶۹ تأسیس شد.